# 布米尔达斯省
布米尔达斯省（阿拉伯語：ولاية بومرداس）是阿尔及利亚北部的一个省，位于阿尔及尔省和提济乌祖省之间，首府布米尔达斯。布米尔达省与地中海相邻，地势多山，省内有若干河流。
2003年曾經發生強烈有感地震。

## 名人
- 西迪·布塞哈基 （1394年–1453年）- 穆斯林神学家